# Smiersz

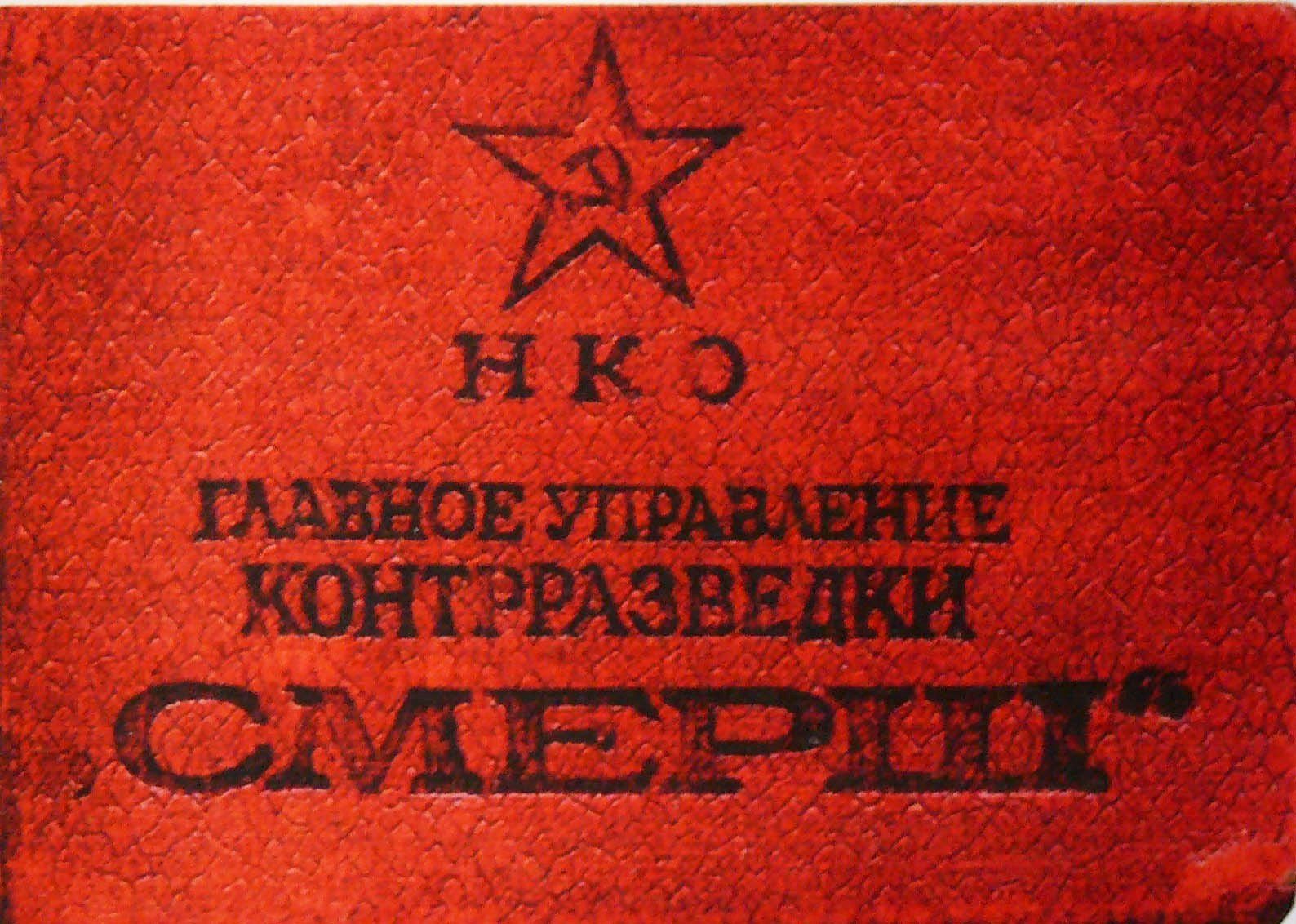
Legitymacja funkcjonariusza Smiersza

SMIERSZ lub Smiersz (ros. Главное управление контрразведки «СМЕРШ» Народного комиссариата обороны (НКО) СССР, Spiecjalnyje Mietody Rozobłaczenija Szpionow – Specjalne Metody Wykrywania Szpiegów, smiert’ szpionam – śmierć szpiegom) – nazwa (akronim), stosowana w ZSRR podczas wojny niemiecko-radzieckiej w czasie II wojny światowej wobec komórek organizacyjnych kontrwywiadu Armii Czerwonej, działającego w latach 1943–1946.

## Utworzenie Smiersza i akronim
Utworzony formalnie 19 czerwca 1943 roku Smiersz nie był samodzielną instytucją, lecz działał jako zjednoczona struktura kontrwywiadu wojskowego pod tym akronimem w Ludowym Komisariacie Obrony ZSRR, a ponadto nazwy tej używano w strukturze kontrwywiadu wojskowego w NKWD ZSRR OKR Smiersz (Oddział Kontr. Smiersz) działający w Wojskach NKWD, Ludowym Komisariacie Marynarki Wojennej ZSRR UKR Smiersz (Zarząd Kontr. Smiersz.)
Smiersz został utworzony uchwałą Rady Komisarzy Ludowych (Rady Ministrów) ZSRR Nr 415-138ss z 19 czerwca 1943 roku jako Główny Zarząd Kontrwywiadu (GUKR) SMIERSZ przy Ludowym Komisariacie Obrony ZSRR (LKO) (ros. Главное управление контрразведки (ΓУКР) СМЕРШ Народного комиссариата обороны СССР).
Akronim pochodzi od wyrażenia Smiert’ szpionam, czyli po polsku śmierć szpiegom, i według źródeł rosyjskich jego pomysłodawcą był Stalin lub starsi oficerowie bezpieczeństwa państwowego, pamiętający czasy rewolucji i tworzenia struktur z podobnie wymyślnymi nazwami.
We wczesnych książkach Iana Fleminga o Jamesie Bondzie występuje fikcyjna organizacja kontrwywiadowcza o nazwie SMERSH (angielska pisownia rosyjskiego akronimu wyrazów Smiert’ szpionam), będąca przeciwnikiem brytyjskiego wywiadu, najprawdopodobniej wzorowana na radzieckim Smierszu.

## Korzenie Kontrwywiadu wojskowego w ZSRR
Pierwszym organem kontrwywiadu wojskowego utworzonym przez bolszewików, był Oddział do Walki z Kontrrewolucją i Sabotażem, podlegający pod tzw. Czekę. Czyli pierwszą policję polityczną w Rosji Sowieckiej, która przez następne 4 lata wykazała się okrutną bezwzględnością w walce z realną opozycją i organizacjami uznanymi przez Lenina i Dzierżyńskiego jako wrogie. Naczelnikami owego oddziału byli kolejno Iwan Połukarow, Mārtiņš Lācis (lub: Łacis), Mykoła Skrypnyk. Oddział do Walki z Kontrrewolucją i Sabotażem został utworzony 20 grudnia 1917 roku, ale działania kontrwywiadu wojskowego wykonywał od czerwca 1918 roku.
Ponieważ nowo utworzony organ bezpieczeństwa Czeka przechodził wraz z upływem czasu ogromne zmiany organizacyjne, kontrwywiadem wojskowym zajmowało się wiele pionów, w tym Oddziały Śledcze, od 19 grudnia 1918 roku Oddział Wojskowy kierowany m.in. przez Michaiła Kiedrowa, utworzony z połączenia 1 Oddziału (kontrola wojskowa) Zarządu Rejestracyjnego (RegistrUpr) Sztabu Polowego Rewolucyjnej Rady Wojennej RWSR (tzn. później nazywany Razwiedupr, od 1943 GRU) i Pododdziału Wojskowego Oddziału do Walki z Kontrrewolucją i Sabotażem.
1 stycznia 1919 roku Oddział Wojskowy został przemianowany w Oddział Specjalny (Особый отдел) (wymowa: osobyj otdieł), a 19 grudnia jest obchodzony jako święto kontrwywiadu wojskowego w ZSRR i Rosji.
Oddział Specjalny [OO] Czeka, był największym i najważniejszym pionem w tej instytucji, odpowiedzialny był za tzw. kontrwywiad ogólny, tzn. cywilny i wojskowy. Odpowiedzialny był za walkę z kontrrewolucją i sabotażem w Armii Czerwonej i urzędach wojskowych, inwigilację wyższych dowódców, badanie nastrojów w wojsku i ochronę granic. Oddziałem Specjalnym kierowali późniejsi szefowie GPU, OGPU i GUGB/NKWD, czyli Feliks Dzierżyński, Wiaczesław Mienżynski i Gienrich Jagoda.
Od lutego 1919 roku naczelnik Oddziału Specjalnego Czeka stał się równocześnie szefem tzw. Oddziałów Zarządów Specjalnych, w skład którego wchodziły i któremu podlegały Oddziały Specjalne gubernialnych jednostek Czeka, Oddziały Specjalne Frontów i armii oraz wszelkie inne oddziały i placówki specjalne.

## Kontrwywiad wojskowy 1918-1943 w RFSRR i ZSRR
Kontrwywiad wojskowy i wewnętrzny w Rosji bolszewickiej został utworzony 19 Grudnia 1918 roku jako Wydział Wojenny (военный отдел) przy strukturze Czeka, pod kierownictwem Michaiła Kiedrowa. Już w lutym 1919 roku (dokładnie 6-go lutego), Wydział Wojenny został przeformowany i nazwany Oddziałem Specjalnym nad którym kierownictwo w sierpniu 1919r przejął Feliks Dzierżyński, którego zastąpił 2 lipca Wiaczesław Mienżyński. Pod koniec 1921 roku, w lutym 1922 roku utworzono Państwowy Zarząd Polityczny i włączono go w struktury istniejącego już Ludowego Komisariatu Spraw Wewnętrznych RFSRR (NKWD RFSRR) jako GPU.
W GPU NKWD za kontrwywiad wojskowy odpowiedzialny był nadal Oddział Specjalny [OO], lecz podporządkowany on został pod Zarząd Tajno-Operacyjny [SOU], którego naczelnikami byli Wiaczesław Mienżynski luty/czerwiec 1922, Gienrich Jagoda czerwiec 1922 – listopad 1923. Przez następne lata aż do 1934 roku kontrwywiadem wojskowym zajmował się Oddział Specjalny Zjednoczonego Państwowego Zarządu Politycznego OGPU, przy Radzie Komisarzy Ludowych z podlegającymi mu Oddziałami Specjalnymi w guberniach i innych jednostkach organizacyjnych Rosji Sowieckiej.
Po utworzeniu NKWD ZSRR w 1934 roku kontrwywiadem wojskowym zajmowały się następujące piony NKWD
- Od 10 lipca 1934 roku Oddział Specjalny [OO] Głównego Zarządu Bezpieczeństwa Państwowego (GUGB) w składzie Ludowym Komisariacie Spraw Wewnętrznych (NKWD) ZSRR z podlegającymi mu Oddziałami Specjalnymi w guberniach i innych jednostkach organizacyjnych Rosji Sowieckiej np. w Obwodowych Zarządach NKWD operował Oddział Specjalny UNKWD. Naczelnikiem był komisarz bezpieczeństwa państwowego Mark Gaj (właściwie Mark Sztakland).

- Od 25 grudnia 1936 roku 5 Oddział (OO) Głównego Zarządu Bezpieczeństwa Państwowego GUGB przy Ludowym Komisariacie Spraw Wewnętrznych NKWD ZSRR. Naczelnikiem był komisarz bezpieczeństwa państwowego 2 rangi Izrail Leplewski.

- Od 30 lipca 1938 roku NKWD przeszło reorganizację, w wyniku której powiększono znaczenie kontrwywiadu wojskowego nadając mu status zarządu, występował jako II Zarząd Oddziałów Specjalnych (OO) Ludowego Komisariatu Spraw Wewnętrznych NKWD a naczelnikiem był komisarz bezpieczeństwa państwowego 3 rangi Nikołaj Nikołajew-Żurid

- Już 29 września 1938 NKWD przeszło kolejne reorganizacje, powrócono do dawnego układu, i II Zarząd Oddziałów Specjalnych zlikwidowano a kontrwywiad wojskowy powrócił do Głównego Zarządu Bezpieczeństwa Państwowego GUGB jako 4 Oddział (OO) GUGB NKWD. Ta organizacja powstawała aż do lutego 1941 roku. Naczelnikami ów Oddziału byli kolejno Wiktor Boczkow, i Anatolij Michiejew, który poległ na froncie w 1941 roku.

W lutym 1941 roku NKWD zostało znacznie osłabione, gdyż wyodrębniono z niego jeden z najważniejszych pionów GUGB, i utworzono na jego podstawie nowe komisariat ludowy (ministerstwo), nazwany Ludowym Komisariatem Bezpieczeństwa Państwowego (NKGB).

Dotychczasowy 4 Oddział GUGB i jego personel odpowiedzialny za kontrwywiad wojskowy został podzielony na trzy części. Między lutym a lipcem 1941 roku, za kontrwywiad wojskowy odpowiadały: 3 Oddział NKWD ZSRR, III Zarząd Ludowego Komisariatu Obrony ZSRR oraz III Zarząd LK Marynarki Wojennej.
Już w lipcu zlikwidowano NKGB a jego personel włączono do NKWD. 17 lipca 1941 roku został utworzony Zarząd Oddziałów Specjalnych NKWD pod dowództwem komisarza bezpieczeństwa państwowego 3 rangi Wiktora Abakumowa, który jednocześnie pełnił stanowisko Zastępcy Ludowego Komisarza Spraw Wewnętrznych ZSRR, którym był Ławrientij Beria. Naczelnikiem (УОО NKWD) był do 14 kwietnia 1943 roku, czyli do czasu utworzenia GUKR NKO SSSR (SMIERSZ).

## Struktura terenowa i działalność Oddziałów Specjalnych kontrwywiadu w wojskach na froncie i zapleczu
Podstawowym elementem struktury kontrwywiadu wojskowego w Armii Czerwonej był Wydział Specjalny dywizji (ros. OO dywizji) obsadzony funkcjonariuszami organów bezpieczeństwa według następujących etatów i odpowiadającym im rangom:
- Szef Wydziału Specjalnego Dywizji (OOd) – kapitan bezpieczeństwa państwowego
- z-ca szefa Wydziału Specjalnego Dywizji – st. porucznik bezpieczeństwa państwowego
- jeden lub dwóch starszych pełnomocników operacyjnych Wydziału Specjalnego Dywizji (tzw. operupełnomoczennyje) – porucznicy bezpieczeństwa państwowego
- od czterech do pięciu pełnomocników operacyjnych Wydziału Specjalnego Dywizji – mł. lejtnanci bezpieczeństwa państwowego
- śledczy Wydziału Specjalnego Dywizji – mł. porucznik bezpieczeństwa państwowego
- kancelaria oraz jej personel: pisarze, sekretarki, tłumacze
- pluton ochrony – z reguły wydzielony z jednostki Wojsk Wewnętrznych lub pogranicznych NKWD

Pełnomocnicy operacyjni (operupełnomoczennyje) byli przydzielani po jednym lub po dwóch do poszczególnych pułków i samodzielnych jednostek dywizji, nie wyłączając samego sztabu. Na każdym szczeblu dowodzenia – pułk, batalion, kompania, pluton funkcjonowała odpowiednia grupa tzw. tajnych współpracowników pełnomocnika operacyjnego, zwerbowana przez niego spośród wzajemnie nie znających się żołnierzy danego pododdziału. Pozwalało to pełnomocnikowi operacyjnemu na zbieranie informacji o nastrojach wśród żołnierzy, a także na śledzenie i demaskowanie ewentualnych zdrajców, szpiegów i tzw. defetystów.
Na wyższych szczeblach dowodzenia Wydziały Specjalne dysponowały odpowiednio większymi oddziałami ochrony rekrutującymi się z Wojsk NKWD, wyznaczanych przez Zarządy Główne Wojsk NKWD, czyli: ГУПВ/GUPW – Główny Zarząd Wojsk Ochrony Pogranicza, ГУВВ/GUWW: Główny Zarząd Wojsk Wewnętrznych i УКВ/UKW: Zarząd Wojsk Konwojowych.
Tak więc OO Armii dysponował kompanią ochrony, a OO Frontu dysponował batalionem. Taka struktura terenowa kontrwywiadu wojskowego przetrwała w Armii Czerwonej aż do 1946 roku.
Wydziały Specjalne NKWD istniały również we wszystkich nieliniowych instytucjach wojskowych (wojenkomaty, obozy jeńców itp.) oraz we wszystkich ważniejszych instytucjach państwowych i zakładach pracy. Organy sowieckiego kontrwywiadu wojskowego tropiły na masową skalę wrogich agentów, prawdziwych i wyimaginowanych w rejonie działań wojennych oraz na bliższym i dalszym zapleczu. Uznanym za agenta wywiadu mógł zostać dyrektor zakładu zbrojeniowego, który nie wykonał normy produkcji, a sabotażystą robotnik, który przez przypadek popełnił błąd w rozliczeniu, wskutek którego zabrakło trzech płatów pancerza do któregoś z czołgów. Bardzo często takie przypadki kończyły się aresztowaniem, w niektórych przypadkach brutalnym śledztwem i jak oskarżony przyznał się do winy 15 letnim pobytem w łagrze, w razie odmowy przyznania się do winy wyrokiem śmierci.

## Smiersz
Utworzony formalnie 14 kwietnia 1943 roku Smiersz nie był instytucją w postaci np. NKWD czy późniejsze KGB, była to nazwa (akronim) określający jednostki zajmujące się kontrwywiadem wojskowym w Armii Czerwonej, Flocie Czerwonej, w przemyśle zbrojeniowym, LKO ZSRR, ataszatach wojskowych, szkolnictwie wojskowym, w GRU oraz innych instytucjach jakkolwiek powiązanych z obronnością i siłami zbrojnymi państwa sowieckiego.
Rozbudowany aparat kontrwywiadu LKO ZSRR, otrzymał specjalne uprawnienia i został podzielony na trzy scentralizowane jednostki:

Pierwszą i zasadniczą część podporządkowano Ludowemu Komisariatowi Obrony ZSRR i nazwano:
Główny Zarząd Kontrwywiadu (GUK lub GUKR) SMIERSZ, Ludowego Komisariatu Obrony ZSRR – ros. Главное управление контрразведки (ΓУΚ/ΓУКР) СМЕРШ Народного комиссариата обороны СССР, pod kierownictwem komisarza bezpieczeństwa państwowego 2 rangi (od 9.7.1945 r. Generał pułk.) Wiktora Abakumowa.

Abakumow jako Naczelnik Smiersza w LKO był wicekomisarzem Obrony i zastępcą Stalina (19.04.1943–20.05.1943), a wcześniej naczelnikiem Zarządu Oddziałów Specjalnych NKWD ZSRR (UOO NKWD ZSRR 19.07.1941–14.04.1943) oraz jednocześnie zZastępcą Ludowego Komisarza Spraw Wewn. ZSRR  (NKWD ZSRR )Ł. Berii, 25.02.1941–19.04.1943 
z tej racji nadzorował i koordynował inne jednostki Smiersza m.in. w Marynarce Wojennej i w NKWD.

Jego zastępcami byli: Komisarz Bezpieczeństwa Państwowego Isaj Babicz, gen Bezpieczeństwa Nikołaj Sieliwanowski (późniejszy doradca przy Ministerstwie Bezpieczeństwa Publicznego w tzw. Polsce ludowej) i Komisarz Bezpieczeństwa Państwowego 3 rangi, a od 26 maja 1943 roku generał porucznik Pawieł Mieszyk, który także działał w czasie agresji ZSRR na Polskę (późniejszy Minister Bezpieczeństwa Państwowego w USRR), oraz Iwan Wradij od 1944 roku w stopniu generała majora
Przy NKWD ZSRR operował Oddział Kontrwywiadu Smiersz [OKR SMIERSZ NKWD] (ОКР СМЕРШ НКВД), podporządkowany temu resortowi, którego szefem był komisarz bezpieczeństwa państwowego S. Juchimowicz, a od 1944 roku W Smirnow.
We Flocie Czerwonej, scentralizowanym organem kontrwywiadu wojskowego był Zarząd Kontrwywiadu Smiersz przy Ludowym Komisariacie Wojenno-Morskiej Floty ZSRR (УКР СМЕРШ НК ВМФ), którym kierował od lipca 24 1943 roku generał major Piotr Gładkow.

## Zadania i działalność jednostek Smiersza
Formalnie scentralizowane zarządy i oddziały Smiersza podlegały komisarzom ludowym Ludowych Komisariatów przy których działały, czyli przy Ludowym Komisariacie Obrony (LKO/НКО) Główny Zarząd Kontrwywiadu (GUKR) Smiersz, podlegał ówczesnemu komisarzowi ludowemu obrony Józefowi Stalinowi. Oddział Kontrwywiadu Smiersz (OKR) przy Ludowym Komisariacie Spraw Wewnętrznych (NKWD) podlegał ówczesnemu komisasrzowi ludowemu spraw wewnętrznych Ł. Beriji. W Ludowym Komisariacie Wojenno-Morskiej Floty (marynarki wojennej) jej LK Nikołajowi Kuzniecowowi od 1944 roku w randze admirała floty.

Nadzór i zadaniowanie GUKR NKO SSSR pełnił Państwowy Komitet Obrony ZSRR, a rola kierownicza przypadała Przewodniczącemu PKO ZSRR, będącemu jednocześnie Ludowym Komisarzem Obrony ZSRR marszałkowi ZSRR Józefowi Stalinowi.
Kontrwywiadem wojskowym zajmowali się funkcjonariusze, a nie żołnierze. Funkcjonariusze Smiersz koncentrowali swe działania zgodnie z dyrektywami Stalina, na wykrywaniu i unieszkodliwianiu m.in. szpiegów niemieckich służb wywiadowczych m.in. funkcjonariuszy, żołnierzy, agentów hitlerowskiego wywiadu wojskowego Abwehr, Schutzstaffel, Reichssicherheitshauptamt, w tym Sicherheitsdienst Geheimstaatspolizei pozostawionych na ziemiach na które wkraczała Armia Czerwona. Utrzymywaniu dyscypliny wojskowej, przestrzegania tajemnicy wojskowej, zwalczaniu defetyzmu, zdrajców, maruderów w szeregach Armii Czerwonej, Floty Czerwonej, ujawnianiu i likwidowaniu agentury przeciwnika ww. na terenach zdobywanych przez Armię.
Nadzorujący polskie formacje wojskowe w ZSRR z ramienia NKWD/NKGB gen. por. Gieorgij Siergiejewicz Żukow stwierdził, że robotę kontrwywiadowczą w polskiej armii prowadzi „SMIERSZ”, którego organy istnieją w wojsku polskim pod przykryciem „oddziału informacji wojska polskiego”. Skład wydziałów informacji wojska polskiego jest kompletowany ze składu osobowego Zarządu „SMIERSZ” Ludowego Komisariatu Obrony, który kieruje jego działalnością. Funkcjonariusze wydziału informacji noszą polskie mundury.
Poza normalnymi zadaniami kontrwywiadu wojskowego, komórki organizacyjne Smiersz przywiązywały ogromną wagę do wykrycia i zwalczania członków narodowych konspiracyjnych struktur wojskowych i politycznych, nie akceptujących nowego proradzieckiego powojennego porządku w swych krajach, m.in. w Polsce. Po przekroczeniu granicy RP przez Armię Czerwoną, funkcjonariusze Smiersz ze wspomagającymi go Wojskami Wewnętrznymi NKWD i agenturą NKGB oraz komórkami Gwardii Ludowej (Armii Ludowej) rozpoczęły wyłapywanie i rozbrajanie Oddziałów Armii Krajowej. Grupy Operacyjne Smiersz działały według wcześniej przygotowanych list na których znajdowały się dane osobowe i adresy aktywnych uczestników AK, które zostały zebrane i przygotowane przez agenturę GL/AL następnie za pośrednictwem funkcjonariuszy NKGB którzy dowodzili niektórymi oddziałami partyzanckimi GL przekazywane do Moskwy. Wchodząc na te tereny Smiersz miał już przygotowane zaplecze agenturalne i rozpoznawcze dzięki któremu efektywnie zwalczał oddziały niepodległościowe. Już od 1942 roku wywiad radziecki interesował się Polskim Państwem Podziemnym i za wszelką cenę z pomocą polskich komunistów starał się rozpoznawać jego struktury, skład osobowy i lokalizację oddziałów, liczbę i miejsca składów broni i amunicji itd. Według różnych źródeł zaraz po przekroczeniu granicy przedwojennej polski przez ACz, na terenach później włączonych do ZSRR, w pierwszych tygodniach specjalne oddziały NKWD do zabezpieczenia tyłów ACz (były to w dużym procencie wojska wewnętrzne i pograniczne NKWD oraz oddziały Smiersza) aresztowały ok. 20 tysięcy obywateli, którzy według aparatu bezpieczeństwa ZSRR byli wrogo nastawieni do ZSRR i nowo powstałego PKWN.
Wielu aresztowanych AK-owców wywożono w głąb ZSRR gdzie ginęli w radzieckich łagrach. Od 1945 roku na terenie Polski powstawały specjalne więzienia i obozy NKWD i Smiersza, najbardziej znanym jest Specjalny obóz nr 10 w Rembertowie, gdzie trafiali aresztowani AK-owcy i nie tylko.
Po powołaniu Ministerstwa Bezpieczeństwa Publicznego funkcjonariusze Smiersz doradzali polskim żołnierzom, funkcjonariuszom, jeszcze niedoświadczonym w prowadzeniu aparatu bezpieczeństwa i przymusu często poprzez terror, asystując przy aresztowaniach, przesłuchaniach, nauczając stosowanych od lat w ZSRR, a nieznanych w Polsce, metod śledczych będącymi torturami. Nadzorując ważniejsze procesy sądowe.
Dużą rolę Smiersz odegrał także przy formowaniu polskiego kontrwywiadu wojskowego, tzw. informacji wojskowej. Powstały już w 1943 roku Oddział Informacji przy 1 Dywizji Piechoty był obsadzony w 90% przez funkcjonariuszy Smiersz, tak samo było przy kolejnych reorganizacjach Informacji Wojskowej. Wydział Informacji 1 Korpusu, Wydział Informacji 1 i 2 Armii Wojska Polskiego, był całkowicie zdominowany przez funkcjonariuszy Smiersz w polskich mundurach. Szefami Głównego Zarządu Informacji WP byli funkcjonariusze Smiersz jak np. Dmitrij Wozniesienski. Na kierowniczych stanowiskach stali oficerowie Smiersz lub LKSW/LKBP, jak Antoni Skulbaszewski Z-ca Szefa GZI MON, lub major ludowego Wojska Polskiego Gulenko, zastępca Szefa Oddziału II GZI WP/MON.
ZI bardzo ściśle współpracował z oddziałami Smiersza. W rozkazie Nr 60 z 30 września 1944 roku zatytułowanym Ustawa o Zarządzie Informacji WP i jego organach ściśle tajne w rozdziale II można przeczytać:

Wszystkich aresztowanych lub zatrzymanych przez organa Informacji WP agentów, dywersantów, spadochroniarzy mających za zadania zbieranie informacji o Armii Czerwonej natychmiast (niezwłocznie) przekazywać organom Smiersz.

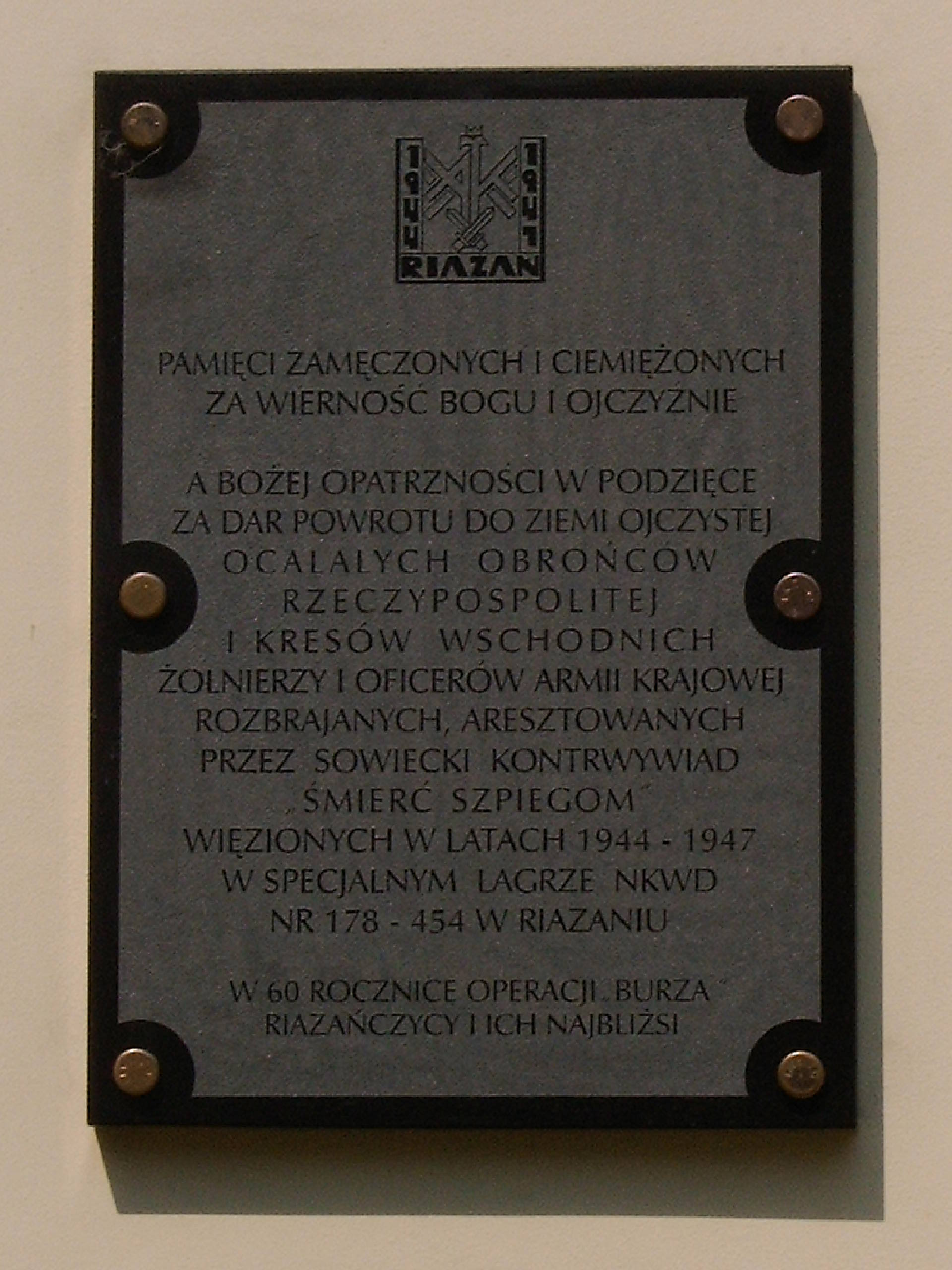
Tablica upamiętniająca polskie ofiary „Smiersz” i więźniów specjalnego łagru NKWD w Riazaniu. Kościół pw. św. Katarzyny, Warszawa – Służew

Po wkroczeniu Armii Czerwonej na tereny Polski w pogoni za wojskami niemieckimi, oddziały „Smiersz” podążały zaraz za pierwszą linią frontu, z zadaniem poszukiwania ważnych ludzi i materiałów tj. prominentów Rzeszy, naukowców, zbrodniarzy oraz dokumentów, najnowszej technologii np.: rakiet V-2, pierwszych silników odrzutowych itp., bardzo ważnej dla ZSRR. Funkcjonariusze GUKR NKO już 2 maja 1945 zarówno spenetrowali Kancelarię Rzeszy, jak i weszli do bunkra Adolfa Hitlera, a w dalszej kolejności bezskutecznie poszukiwali zwłok samego Hitlera.
Po zakończeniu działań wojennych Smiersz był odpowiedzialny za swoiste przebadanie ponad 5 mln obywateli radzieckich repatriowanych z Zachodu do ZSRR. Także organy Smiersz bardzo dokładnie przebadały parę milionów żołnierzy Armii Czerwonej, którzy dostali się do niewoli po ataku III Rzeszy na ZSRR. Wielu z nich zostało rozstrzelanych a większość skończyła w łagrach syberyjskich za złamanie rozkazu nr 227.

## Struktura Głównego Zarządu Kontrwywiadu LKO „Smiersz”
- naczelnik GUKR Smiersz: Wiktor Abakumow
- z-ca naczelnika: generał bezpieczeństwa państwowego Isaj Babicz
- z-ca naczelnika: generał b.p. Nikołaj Sieliwanowski
- z-ca naczelnika: pułkownik/generał b.p. Pawieł Mieszyk
- z-ca naczelnika: Iwan Wradij

Oprócz 4 zastępców, szef GUKR Smiersz miał 16 pomocników (asystentów), z których każdy nadzorował lub kierował działalnością wysuniętych oddziałów kontrrazwiedki na froncie lub w okręgach wojskowych, niektórzy sprawowali jednocześnie funkcję naczelników Oddziałów Smiersz w centrali.
1. Aleksandr Awsiejewicz, płk b.p. od 26 maja 1943 generał major
2. Grigorij Bołotin, płk b.p. od 26 maja 1943 generał major
3. Wiaczesław Rogow, generał major b.p.
4. Piotr Timofiejew generał major/generał porucznik b.p., działał jako przedstawiciel centrali Smiersz na Froncie Stepowym, następnie przy 2 Froncie Ukraińskim, w który Stepowy został przemianowany.
5. Konstantin Prochorenko, płk b.p., od 26 maja 1943 generał major
6. Iwan Moskalenko, płk b.p., od 26 maja 1943 generał major, a od 21 lipca 1944 roku generał porucznik
7. Aleksandr Misiuriew, płk b.p., od 26 maja 1943 generał major
8. Siergiej Kożewnikow, płk b.p., od 26 maja 1943 generał major
9. Wiktor Szirmanow, lipiec 1943 płk b.p., następnie od lipca 1944 roku generał major, w Zarządzie Kontrwywiadu Smiersz (UKR Smiersz) przy Froncie centralnym, a od października 1943 roku przy Froncie Białoruskim

PIONY OPERACYJNE
- Oddział 1 – kontrwywiadowczego zabezpieczenia centralnych instytucji Ludowego Komisariatu Obrony m.in. Sztabu Generalnego Armii Czerwonej, sztabów frontów i armii oraz samego Głównego Zarządu Kontrwywiadu [GUKR SMIERSZ] i podległych mu organów w sztabach frontów i armii, Naczelnik płk b.p. Iwan Gorgonow po reorganizacji stopni wojskowych w ACz w połowie 1943 roku generał major b.p.
- Oddział 2 – pracy wśród niemieckich jeńców wojennych z Wehrmacht oraz kontrola byłych jeńców żołnierzy ACz. Nacz. płk b.p. Sergiej Kartaszew
- Oddział 3 – zwalczania niemieckiej agentury RSHA przerzucanej na tyły wojsk ACz, oraz prowadzenie dezinformacji na falach radiowych. Nacz. płk b.p. Gieorgij Utiochin do lutego 1944, następnie Nacz. Oddz. 6 Śledczego
- Oddział 4 – organizacja kontrwywiadu zafrontowego Nacz. Piotr Timofjew
- Oddział 5 – nadzór nad pracą organów Smiersz w poszczególnych rodzajach wojsk, Okręgach wojskowych, Frontach, Armiach, dywizjach i innych jednostkach terenowych ACz, FCz, Nacz. płk b.p. Dimitrij Zeniczew
- Oddział 6 – śledczy, Nacz. gen. b.p. Gieorgij Utiochin (od 1944)
- Oddział 7 – rejestracyjno-statystyczny, ewidencja szpiegów, zdrajców, dezerterów, dywersantów, elementów niepewnych itp., sprawdzanie osób przeznaczonych do pracy w instytucjach związanych z zachowaniem tajemnicy, weryfikacja osób dopuszczonych do niejawnych informacji wojskowych w KC WKP(b), LKO, LKWMF ZSRR, i weryfikacja (przebadanie kontrwywiadowcze) pracowników wysyłanych za granicę, Nacz. A. Sidorow
- Oddział 8 – techniki operacyjnej, Nacz. płk b.p. Michaił Szarikow
- Oddział 9 – zatrzymania, rewizje, obserwacja wewnętrzna, Nacz. płk b.p. Aleksandr Koczetkow
- Oddział 10 (także nazywany Oddziałem „S”) – zadania specjalne, Nacz. mjr b.p. Aleksandr Zbraiłow
- Oddział 11 – szyfry i łączność, Nacz. płk b.p. Iwan Czertow

PIONY ADMINISTRACYJNO-WSPOMAGAJĄCE
- Sekretariat: płk Iwan Czernow
- Oddział Administracyjno-Finansowy: płk b.p. Sergiej Połownjew
- Oddział Kadr: Iwan Wradij
- Oddział Polityczny: płk Nikifor Sidenkow

## Transformacja kontrwywiadu wojskowego podczas II wojny światowej i po niej
4 maja 1946 roku, Decyzją Biura Politycznego KC WKP(b) nr P. 51/IV, formację Smiersz zlikwidowano. Jednocześnie zasoby osobowo-techniczne przekształcono z etatu wojennego, na etat mniejszy rozmiarem na czas pokoju. Nowa struktura została włączona do Ministerstwa Bezpieczeństwa Państwowego ZSRR jako III Zarząd Główny (kontrwywiadu wojskowego), Ministrem Bezpieczeństwa Państwowego ZSRR został były Naczelnik Smiersz gen. b.p. Wiktor Abakumow.
Dla pełnego obrazu wydzielonych struktur kontrwywiadu wojskowego trzeba wspomnieć, iż podobny układ istniał już wcześniej.

3 lutego 1941 roku, ze struktur NKWD wydzielono problematykę bezpieczeństwa państwowego, czyli Główny Zarząd Bezpieczeństwa Państwowego (GUGB) NKWD, i na jego podstawie utworzono Ludowy Komisariat Bezpieczeństwa Państwowego (NKGB) ZSRR. Kontrwywiad wojskowy od 8 lutego 1941 roku znalazł się poza tym ludowym komisariatem. Oddział Specjalny GUGB NKWD zajmujący się bezpieczeństwem w wojsku przekształcono wówczas w trzy odrębne struktury działające w trzech rodzajach wojsk, m.in.:
- 3 Zarząd Ludowego Komisariatu Obrony ZSRR: [3-е Управление Наркомата обороны CCCP – 3 Uprawljenije Narkomata Oborony SSSR], prowadził pracę kontrwywiadowczą w Armii Czerwonej. Naczelnik A. Michiejew, były Nacz. OO GUGB NKWD

- 3 Zarząd Ludowego Komisariatu Wojenno-Morskiej Floty: [3-е Управление Наркомата ВМФ CCCP – 3 Uprawljenije Narkomata Wojenno-Morskowo Fłota SSSR], praca we Flocie Czerwonej, Naczelnik komdiw b.p. Andriej Pietrow II/1941-5/1942 (od 11 stycznia 1942 roku jako Oddział Kontrwywiadu Morskiego w ramach Zarządu Oddziałów Specjalnych NKWD).

- 3 Oddział LK Spraw Wewn. ZSRR [3-е Oтдел НКВД СССР – 3 Otdieł NKWD SSSR], prowadził kontrwywiad wojskowy w Wojskach Wewnętrznych LKSW ZSRR, W. Konwojowych LKSW ZSRR, W. Pogranicznych LKSW ZSRR i W. Operacyjnych LKSW ZSRR, Naczelnik Aleksandr Bielanow.

Po ataku Niemiec na ZSRR w czerwcu 1941 roku Uchwałą Prezydium Rady Najwyższej ZSRR z 20 lipca 1941 roku, nastąpiło ponowne połączenie NKGB i NKWD w powiększony Ludowy Komisariat Spraw Wewnętrznych. W ramach połączonego NKWD ponownie znalazł się kontrwywiad wojskowy, który tym razem przyjął nazwę Zarząd Oddziałów Specjalnych NKWD UOO NKWD, z Wiktorem Abakumowem jako Naczelnikiem, który niecałe dwa lata później został Naczelnikiem nowo powstałego Smiersz NKO SSSR.